# 西瑞穗車站
西瑞穗車站（日语：／ Nishi-mizuho eki */?）是一由北海道旅客鐵道（JR北海道）所經營的鐵路車站，位於日本北海道旭川市境內，是地方交通線富良野線沿線一個無人駐守的小站，由JR北海道旭川支社負責管轄。

## 車站構造
西瑞穗是一個設置在日本國道237號路旁的小車站，站內配置有一座僅能從北側平交道單面進出的側式月台、一條乘車線。無獨立的車站站房，僅在月台上設置了一間小型的候車室。在過去曾委託過鄰近的商店代售車票，但此服務已取消，成為完全的無人車站。

## 車站周邊
西瑞穗車站的周圍幾乎都是農田地帶，僅有零星的農舍散佈。鄰近地區最重要的設施，當屬位於車站正南方、國道237號旁的北海道立林產試驗場。
- 國道237號
- 北海道立林產試驗場（日语：北海道立林産試験場）
- 道北巴士（日语：道北バス）「9號」巴士站

## 歷史
- 1958年（昭和33年）3月25日：以日本國有鐵道西瑞穗車站之姿開始營運，提供客運服務。
- 1987年（昭和62年）4月1日：日本國鐵分割民營化後，由JR北海道繼承業務。
- 1992年（平成4年）4月1日：廢除簡易委託，車站無人化。

## 相鄰車站
北海道旅客鐵道（JR北海道）
■富良野線
西神樂（F33）－西瑞穗（F32）－西御料（F31）

## 外部連結
- （日語）西瑞穗車站（JR北海道旭川支社）
- （日語）全驛參觀之旅 （页面存档备份，存于）

43°42′9.41″N 142°22′54.66″E / 43.7026139°N 142.3818500°E